# Eviota queenslandica
Eviota queenslandica är en fiskart som beskrevs av Gilbert Percy Whitley 1932. Eviota queenslandica ingår i släktet Eviota och familjen smörbultsfiskar. Inga underarter finns listade i Catalogue of Life.